# Catagramma zonata
Catagramma zonata är en fjärilsart som beskrevs av Hans Fruhstorfer 1916. Catagramma zonata ingår i släktet Catagramma och familjen praktfjärilar. Inga underarter finns listade i Catalogue of Life.